# Arno Pöker
Arno Pöker (* 5. September 1959 in Leer (Ostfriesland)) ist ein deutscher Ingenieur und Politiker (SPD).

## Leben und Beruf
Pöker wuchs in Veenhusen gemeinsam mit zwei Brüdern und zwei Schwestern auf. Nach dem Fachabitur 1977 in Leer nahm er ein Studium an der Fachhochschule Ostfriesland auf, das er 1981 mit dem Diplom als Wirtschaftsingenieur für den Seeverkehr beendete. Er fuhr daneben von 1975 bis 1982 in verschiedenen Funktionen zur See, erwarb das Kapitänspatent und war von 1982 bis 1984 als Gewerkschaftssekretär bei der ÖTV in Hamburg und Bremen beschäftigt.
Von 1992 bis 1994 war Pöker Büroleiter des Rostocker Oberbürgermeisters Klaus Kilimann und hatte gleichzeitig die Leitung des Hauptamtes der Hansestadt inne. 1994/95 war er wissenschaftlicher Mitarbeiter beim Progress-Institut für Wirtschaftsforschung in Bremen.
Von 1995 bis 2004 war Pöker Oberbürgermeister der Hansestadt Rostock.
Pöker war neben Horst Rahe einer der Geschäftsführer der Deutschen Seereederei Rostock (DSR) und war einer der Geschäftsführer in der DSR-Hotel-Holding. 2019 leitete er bei der Friedemann Kunz Familienstiftung, Inhaber von scanhaus, als Geschäftsführer die Immobiliensparte. Er ist Aufsichtsratsvorsitzender der Lübecker Hafengesellschaft (LHG).

## Partei
Pöker schloss sich der SPD an und war von 2003 bis 2005 Mitglied im Bundesvorstand der Partei.

## Öffentliche Ämter
Am 5. Mai 1995 wurde Pöker zum Oberbürgermeister der Hansestadt Rostock gewählt und hatte dieses Amt bis zu seinem Rücktritt am 31. Oktober 2004 inne. Der Grund für den Rücktritt war die breite Kritik an seinem Führungsstil und an der Finanzierung der Internationalen Gartenbauausstellung 2003, die ein 20-Millionen-Defizit hervorbrachte. Mit Pöker verbanden sich weitere umstrittene kostspielige Projekte wie der privat finanzierte Warnowtunnel, für den die Stadt weitreichende Garantien übernahm. Sein Nachfolger war seit dem 6. April 2005 der parteilose Politiker Roland Methling.
Seit Juni 2007 ist Pöker Honorarkonsul des Königreiches Dänemark für den Konsularbezirk Mecklenburg-Vorpommern.